# Baileys Harbor (condado de Door)
Baileys Harbor es un lugar designado por el censo ubicado en el condado de Door en el estado estadounidense de Wisconsin. En el Censo de 2010 tenía una población de 257 habitantes y una densidad poblacional de 58,82 personas por km².

## Geografía
Baileys Harbor se encuentra ubicado en las coordenadas 45°4′0″N 87°8′9″O / 45.06667, -87.13583. Según la Oficina del Censo de los Estados Unidos, Baileys Harbor tiene una superficie total de 4.37 km², de la cual 4.36 km² corresponden a tierra firme y (0.18%) 0.01 km² es agua.

## Demografía
Según el censo de 2010, había 257 personas residiendo en Baileys Harbor. La densidad de población era de 58,82 hab./km². De los 257 habitantes, Baileys Harbor estaba compuesto por el 94.55% blancos, el 1.56% eran afroamericanos, el 0% eran amerindios, el 1.17% eran asiáticos, el 0% eran isleños del Pacífico, el 0.78% eran de otras razas y el 1.95% pertenecían a dos o más razas. Del total de la población el 1.17% eran hispanos o latinos de cualquier raza.